# 금강오길비
금강오길비는 WPP의 자회사로 광고대행업체이다. 대한민국 최초의 자동차전문 광고회사인 ‘(구) 금강기획’에 뿌리를 두고 있다.
한편,  한보그룹과 이 그룹 계열사였던 (주) 한보 한보에너지 한보철강 등 계열사의 광고를 대행했지만 한보그룹이 1997년 1월 부도를 내어 12억원의 피해를 봐야 했으며 이외에도 당초   한보그룹 정태수 회장 둘째아들의 독립 회사였으나 1995년 3월 계열 편입된  한맥유니온으로부터 <HBS 연예특급> 프로그램을 공급받았던 방송 채널이자 해당 기업(금강오길비)(당시 금강기획)과 그 당시 같은 그룹(현대) 계열이면서 개국 초 모든 광고가 현대그룹 계열사 광고 위주로 집행된  HBS 현대방송(현재 OCN Movies)이 큰 피해를 입었다.
이 때문에 한맥유니온은 한때 부도 위기에 놓였지만 1997년 2월 1일과 같은 달 10일 회수 어음을 막은 뒤 약간의 여유자금을 확보해 경영안정 회복을 했으나  모그룹 부도와 IMF 사태 때문에 하락세를 겪어  1998년 6월 30일 폐업했고 <HBS 연예특급>은 현대방송이 1999년 8월 1일부터 청산절차에 들어가는 과정에서 대부분의 자체제작 프로그램들과 함께 방영이 전면 중단됐으며 현대방송은 1999년 10월 넥스트미디어코퍼레이션에 채널을 매각하고 법인이 청산됐다.
그 뒤, 2000년 1월 1일부터 <HBS 연예특급>을 <생방송 연예스테이션>으로 개편하는 등 HBS 채널의 자체제작이 재개됐고 HBS 채널은 2000년 3월 NTV로 채널명이 변경됐으며 2001년 4월 CJ미디어에 인수됐고 2002년 4월 영화전문채널로 전환했다가 그 해 7월 29일 홈CGV, 2005년 12월 1일 채널CGV, 2020년 3월 1일 OCN 무비스로 채널명을 변경했으며 <HBS 연예특급>은 HBS 채널이 2000년 3월 NTV로 채널명이 바뀌는 과정에서 <연예스테이션>으로 프로그램명이 변경됐고 NTV의 연예 파트가  2000년 11월   분사된 네트워크 TV 뉴스(NTN)로 옮겨 계속 방영했고 이 채널이   2001년 1월  스포츠투데이 엔터테인먼트 채널로 바뀌면서도 계속 방송했는데 이 채널이  2002년 4월 위미디어넷에 인수되어 ETN으로 바뀌었음에도 프로그램이 계속 방영됐다.

## 창립배경
(현) 금강오길비의 전신인 (구) 금강기획은 예전 현대그룹의 광고대행사로, 현대자동차와 기아자동차가 광고를 주도해 만들었다.
현재 현대자동차와 기아자동차의 광고는 2005년 현대자동차그룹이 설립한 광고대행사 이노션에서 제작하고 있다.
1982년에(구) 금강기획을 설립하여 1996년에는 애니메이션사업부를 설립했다.
1999년, 현대그룹 구조조정에 따라(구) 금강기획은 영국의 커뮤니케이션 그룹인 코디언트(CCG)그룹에 매각되었으며, CCG그룹은 2003년 또다른 광고 커뮤니케이션 그룹인 영국계 WPP그룹에 인수되어 (구) 금강기획도 WPP그룹에 편입되었다.
WPP그룹은 한국내 자회사였던 오길비 앤 매더 코리아와 (구) 금강기획을 합병해 2006년 1월 금강오길비그룹으로 출범시키고, 기존의 (구) 금강기획은 금강오길비 라는 이름으로 바뀌어 출범하게 되었다.(구) 금강기획의 자동차광고 부문은 현대자동차그룹에 인수하여 지금의 현대이노션커뮤니케이션스가 되었다.

## 주요광고작품
- 현대자동차
- 기아자동차

## 금강오길비 제작 작품 애니메이션
- 레스톨 특수구조대
- 짱이와 깨모
- 녹색전차 해모수

### 외주 제작 애니메이션
- 짱구는 못말려

### MBC
불새 공동제작 초록뱀미디어

## 관련참고
- 현대이노션커뮤니케이션스